# Lokesh Ohri
Lokesh Ohri (Dehradun) es un antropólogo, historiador, escritor y activista cultural indio, que hizo campaña para la preservación del patrimonio natural y cultural del valle de Doon. Es el fundador de Been There Doon That, una iniciativa educativa que trabaja para concienciar sobre la historia natural, social y cultural del valle de Doon a través de paseos, conferencias y talleres. Es convocante del capítulo Dehradun del Indian National Trust for Art and Cultural Heritage.

## Biografía
Nació en Dehradun, Uttarakhand, y asistió a la St Joseph's Academy y tiene un máster en sociología. Se doctoró en antropología cultural por la Universidad de Heidelberg.  Ohri lleva tiempo haciendo una campaña contra el desarrollo rápido e insensible en Uttarakhand, particularmente en la capital del estado, Dehradun, lo que provocó una reducción de la cubierta verde del estado, la pérdida parcial o total de canales y lechos fluviales debido a la contaminación o a la construcción de carreteras; también lucha contra la restauración de baja calidad de monumentos históricos. En 2013 fundó Been There Doon That, una iniciativa que destaca el patrimonio cultural, natural y social del valle de Doon a través de conferencias públicas, conferencias y paseos por el patrimonio.